# Рабанус фон Папенхайм
Рабанус фон Папенхайм (на немски: Rabanus von Papenheim, Ritter; † сл. 1306) е рицар от фамилията „Рабе фон Папенхайм“ при Варбург в Източна Вестфалия.
Той е вторият син на рицар Рабе фон Папенхайм († сл. 1266) и съпругата му Кунигунда фон Амелунксен († сл. 1268), дъщеря на рицар Херболд II фон Амелунксен († сл. 1245). Брат е на рицарите Херболд фон Папенхайм († сл. 1254), Конрад фон Папенхайм († сл. 1317) и Рабе фон Папенхайм († сл. 1295).
„Рабе“ на български е гарван. Родът Рабе фон Папенхайм не трябва да се бърка с франкските имперските наследствени маршали фон Папенхайм, с които не са роднини. От края на 12 век господарите Рабе фон Папенхайм стават наследствени трушсес на манастир Корвей. Линиите „цу Либенау и Щамен“ съществуват и днес като стар хесенски рицарски род.

## Фамилия
Рабанус фон Папенхайм се жени за фон Бракел, дъщеря на Вернер фон Бракел († сл. 1281) и Мехтхилд фон Фолмещайн († сл. 1281), дъщеря на Бернхард фон Оезеде († сл. 9 януари 1244). Те имат четири деца:
- Рабе фон Папенхайм († 1338), женен за Гертруд фон Медерих († сл. 1333), имат син:
  - рицар Йохан Раве фон Папенхайм († сл. 1382), женен за Ида фон Гайзмар
- Конрад фон Папенхайм († сл. 1311)
- Гертруд фон Папенхайм, омъжена за Йохан фон Бробеке († сл. 1323)
- Херболд I фон Папенхайм (* пр. 1275 в Либенау; † 1348 ведр. в Либенау), женен за Ермгардис фон дер Асебург († 1356), дъщеря на рицар Буркхард фон дер Асебург († 1316/1317) и Агнес фон Бюрен († 1316); имат 5 деца

Рабанус фон Папенхайм се жени втори път ок. 1265 г. за фон Итер-Каленберг. Бракът е бездетен.